# Edward J. Perkins
Pour les articles homonymes, voir Perkins.
Edward Joseph Perkins (né le 8 juin 1928 à Sterlington en Louisiane et mort le 7 novembre 2020 à Washington) est un diplomate américain. Il est de 1992 à 1993, ambassadeur US aux Nations unies.
Il fut nommé premier ambassadeur noir des États-Unis en Afrique du Sud par le président Ronald Reagan le 30 septembre 1986.
Il fut aussi ambassadeur US en Australie de 1993 à 1996.